# Conioscinella apicalis
Conioscinella apicalis är en tvåvingeart som först beskrevs av Becker 1922.  Conioscinella apicalis ingår i släktet Conioscinella och familjen fritflugor.
Artens utbredningsområde är Sudan. Inga underarter finns listade i Catalogue of Life.